# 十字街停留場
十字街停留場（日语：／ Jūjigai teiryūjō */?）是位於日本北海道函館市豐川町，屬於函館市交通局函館市電本線沿線的電車站。本站於2007年7月1日根據命名權制度被命名為十字街（明治館、紅磚倉庫群前），但是現在已用回原名稱。

## 通過路線
函館市交通局
- 本線（往末廣町至函館船塢前方向，■5系統）
- 寶來、谷地頭線（往寶來至谷地頭方向，■2系統）

## 概述
由於接近元町西面區域，因此在煙火大會及聖誕夢幻等大型活動舉行，都會配置裝備無線對講機的調度員及整備員等職員作出協助。此外，此處亦是2系統及5系統的指定轉車站，以及函館巴士的轉車指定車站。

## 歷史
- 1913年（大正2年）10月30日 - 開始營業。
- 2007年（平成19年）7月1日 - 根據命名權制度，被命名為十字街（明治館、紅磚倉庫群前）。
- 日期不明 - 用回原名稱「十字街」。

## 車站構造
- 十字街站擁有2個月台（側式月台）、2條電車路線（相反方向）。
- 兩個方向的月台都設置了殘障人士無障礙設施及電車接近顯示器。
- 由於此車站為前往函館船塢前或谷地頭的分歧車站，前往這個方向的電車都會因為交通燈及轉轍器的運作，令停車時間較正常的長。

## 車站周邊
- 國道279號
- 北海道道675號立待岬函館停車場線
- 函館西警察署十字街派出所
- 函館元町郵政局
- 北洋銀行末廣町分店
- 北海道銀行十字街分店
- 青森銀行末廣町分店
- 函館商工信用組合十字街分店
- 函館山纜車山麓站
- 金森紅磚倉庫群
- 日本最古老尖軌操作塔
- 日本最古老混凝土電線杆
- 函館市水道局
- 函館市地域交流城市中心
- 函館巴士「十字街」站
- 函館帝產巴士「灣區前」站
- 北海道函館西高等學校

## 相鄰停留場
函館市交通局（函館市電）
本線
魚市場通（DY19）－十字街（DY20）－末廣町（D21）
寶來、谷地頭線
十字街（DY20）－寶來町（Y24）

## 外部連結
- 車站情報 - 十字街（日文）